# 예측
예측(豫測, 영어: prediction, 라틴어로 '이전'을 뜻하는 præ-, '뭔가 말한 것'을 의미하는 격언) 또는 예보(豫報, 영어: forecast)는 미래의 사건 (확률론)이나 미래의 데이터에 대한 진술이다. 예측은 항상 그런 것은 아니지만 예측가의 경험이나 지식을 바탕으로 이루어지는 경우가 많다. "예측"과 "추정"의 정확한 차이에 대한 보편적인 합의는 없다. 다른 저자와 분야는 다른 의미를 부여한다.
미래의 사건은 필연적으로 불확실하므로 미래에 대한 정확한 정보를 보장하는 것은 불가능하다. 예측은 가능한 개발에 대한 계획을 세우는 데 도움이 될 수 있다.

## 예언
고대부터 현재까지 예언과 같은 초상적이거나 초자연적인 수단을 사용하거나 징조를 관찰함으로써 예측이 종종 이루어졌다. 물 점술, 점성술, 수비학, 운세, 꿈의 해석 및 기타 여러 형태의 점술을 포함한 방법이 수천 년 동안 미래를 예측하기 위해 사용되어 왔다. 이러한 예측 수단은 과학 실험에 의해 입증되지 않았다.
문학에서 환상과 예언은 미래 사건의 가능한 시간표를 제시하는 데 사용되는 문학적 장치이다. 이는 개인이 보는 것을 말하는 비전으로 구별될 수 있다. 따라서 신약성경의 요한계시록에서는 이와 관련하여 문학적 장치로 환상을 사용한다. 또한 개인이 설교나 기타 공개 포럼에서 언급한 경우에도 예언 또는 예언 문헌이다.
점복은 신비로운 표준화된 과정이나 의식을 통해 질문이나 상황에 대한 통찰력을 얻으려는 시도이다. 그것은 마법의 필수적인 부분이며 수천 년 동안 다양한 형태로 사용되었다. 점술가들은 표징, 사건, 전조를 읽거나 초자연적 존재와의 접촉을 통해 의뢰인이 어떻게 진행해야 하는지에 대한 해석을 확인한다. 초자연적 존재와의 접촉을 통해 기독교인과 유대인은 타락한 천사나 악마로 보지만 가장 흔히 천사나 신으로 묘사된다.

## 같이 보기
- 미래학
- 징조
- 신탁 (종교)
- 회귀 분석
- 사고 실험